# Lac-des-Plages
Lac-des-Plages är en kommun i provinsen Québec i Kanada. Den ligger i regionen Outaouais, i den sydöstra delen av landet, 90 km nordost om huvudstaden Ottawa.